# 千歳楼 (春日井市)

1955年（昭和30年）の定光寺公園の広告

千歳樓（千歳楼、ちとせろう）は、かつて愛知県春日井市玉野町に存在した旅館。玉野川渓谷（庄内川渓谷）に面する場所に位置する。
2003年（平成15年）に廃業後も建物が解体されずに残っており、心霊スポットとして知られている。

## 情報
千歳樓について1964年出版の『全国著名旅館大鑑』には以下のように記載されている。
- 経営者 - 桜井照夫[1]
- 所在地 - 春日井市玉野町[1]
- 交通 - 中央本線、定光寺駅より徒歩3分[1]
- 客室 - 和室17室[1]
- 広間 - 100畳、55畳（共に舞台つき）、30畳[1]
- 収容客数 - 個人56名[1]
- 料金 - 標準2500円、最高3000円、最低1500円[1]
- 浴室 - 大風呂1、露天風呂1、岩風呂1、婦人風呂1、家族風呂1[1]
- 設備 - バー、卓球、喫茶室、売店、談話室、食堂、駐車場[1]
- 環境・庭園 - 当館は山腹にあって玉野川の渓流に沿い、閑静で交通も至便である[1]
- 所属団体 - 日観連、公旅連[1]

## 歴史

### 名古屋の奥座敷
1928年（昭和3年）に千歳樓社長・櫻井喜美夫の祖父が名古屋市に料理店を創業した。1952年（昭和27年）、株式会社化。1954年（昭和29年）、現在地に移転し、旅館業を開始。
国鉄中央本線定光寺駅に近く、春の桜や秋の紅葉が楽しめる場所として、1935年（昭和10年）頃から付近一帯は名古屋近郊の観光地として栄えるようになった。千歳樓もこの渓谷の風景と付近の定光寺を観光資源として、「名古屋の奥座敷」として多数の客を集めた。
千歳樓の客のなかには政府系金融機関の総裁をはじめ、事業家、高僧、文人などもいたといい、多数の芸者が呼ばれたという。こうした活況は昭和30年代まで続いたが、自家用車の普及などによって徐々に信州・飛騨といった場所に名古屋からの観光客を奪われるようになっていった。
瀬戸市に近いという立地から、1980年代には「陶芸作家がよく利用する場所」ともなっており、当時の千歳樓の女将は陶芸作家との交流があった。そのため、加藤唐九郎、河本五郎、加藤卓男といった著名な陶芸作家の作品が旅館に置かれていたという。また、総合結婚式場を併設しており、本格的な日本料理も有名だった。

### 倒産
最盛期の1994年（平成6年）には年商10億円近くを記録したこともあったが、しかし、その後、来客数は減少していった。付近に最も多い時で8軒あった旅館は、すでに1999年（平成11年）時点で千歳樓を含めて2軒にまで減少していた。千歳樓は、瀬戸焼ツアーの計画をしたり、著名な料理人を総料理長として招聘し同時に料理教室を開催するなどの経営努力を行ったものの、2003年（平成15年）に6億円の負債を抱えて倒産した。長年仕えた従業員22名は解雇された。
帝国データバンクは「宿泊客、来場客が伸びなかったため、ついに行き詰まった」と分析した。

### 心霊スポット化
2003年（平成15年）10月の廃業以後、千歳樓の建物は放置され、愛知万博が終わった2005年（平成17年）頃から荒廃が進むようになった。債権者らが1階の窓ガラスを割って室内金庫、高級食器、客が忘れていった腕時計や宝飾品を次々に持ち出していった。さらに建物の根抵当権が大手都市銀行から債権回収会社に移り、管財人との連絡も取れなくなったため、取り壊しを行うことは難しくなった。
そうしたなか、2008年（平成20年）4月5日に旅館屋上の枯れ草から出火し、エレベーターホールや大広間が焼ける事件が発生した。これ以後、繰り返し不審火が起き、特に2008年（平成20年）8月22日の火事は5時間に及ぶ大火事となり、木造平屋風呂棟と木造二階建事務所の合計200平方メートルが焼けたという。
屋上には雑草が生え、多くの窓ガラスや障子が破られて廃墟となった旅館は、やがてインターネット上で心霊スポットとして知られるようになった。夜中には若者の集団も不法侵入するようになり、そのため、2008年（平成20年）8月以降は現地の消防本部が侵入対策としてフェンスの設置やパトロールを行っている。
しかし、その後も不法侵入は繰り返され、防犯カメラ6台の設置などの対策も行われた。2017年（平成29年）現在でも過去1年間の近隣住民からの通報は10回以上に上り、同年7月には肝試しのために侵入した高校生9人が書類送検されている。
更には2012年（平成24年）8月に16歳の少年と名乗る人物から110番通報があり、その後旅館1階から身元不明の白骨化死体が見つかっている。